# Papež Anastazij IV.
Papež Anastazij IV. (rojen kot  Corrado Demetri della Suburra), papež katoliške Cerkve, * 1073, Rim (Papeška država, danes Italija), † 3. december 1154, Rim (Papeška država, danes Italija).

## Življenjepis
Četrti dan po smrti vsesplošno objokovanega Evgena so kardinali izvolili njega popolnoma vrednega naslednika v osebi sina Rimljana Benedetta della Suburra – Konrada (Corrado della Suburra). 

Ob posvetitvi, 12. julija 1153, si je izbral ime Anastazij IV. Konrad, nečak papeža Honorija II., je bil prej regularni kanonik pri San Rufo di Velletri ter prior samostana svetega Anastazija, kar je vplivalo pozneje tudi na izbiro papeškega imena. Honorij II. ga je imenoval za kardinala-škofa z naslovom pri Sv. Sabini, Evgen III. pa za svojega vikarja. 

### Dela
V tistih nemirnih rimskih časih je bila njegova prednost rimsko poreklo, njegova pomanjkljivost pa, da je bil že zelo v letih, saj jih je ob izvolitvi imel že osemdeset. Tuja so mu bila pereča mednarodna vprašanja, ker se je ves posvetil duhovnim vprašanjem in ureditvi odnosov z rimsko komuno, s katero se ni nikoli sprl; tako je mogel celo svoje kratko vladanje mirno prebiti v Rimu. Bil je izrazit humanist, miroljuben in spravljiv. 

To je pokazal zlasti do svetorimskega cesarja Friderika Barbarossa ter se je strinjal z njegovim prenosom nadškofa Wichmanna  – po drugih virih je bilo nadškofu ime Guitmann – 
iz Naumburga v Magdeburg; izgnanega yorškega nadškofa Viljema   pa je vrnil na njegov sedež. 

V stiski je Rimljanom, ki so ga imenovali »dobrotnika«, delil žito. Ivanovce in lateranske kanonike je obdaril z mnogimi izrednimi pravicami. 

Poleg Panteona je zgradil palačo, Lateranu pa je podaril cerkev Santa Maria Imperatrice s celo vrsto hiš. 

Ohranjeno je nekaj njegovih pisem in razprava o Sveti Trojici

## Smrt in spomin
Njegov pontifikat je trajal le 18 mesecev. Umrl je 3. decembra 1154 v Rimu.

Anastazij IV. je dal prenesti v Lateran porfirni sarkofag svete Helene, matere Konstantina Velikega, da bi ga v njem pokopali. Gre za izredno dragocen sarkofag iz poldragega kamna porfirja, ki so ga rimski cesarji uporabljali le za najodličnejše osebnosti. Danes je izpostavljen ta sarkofag v Vatikanskih muzejih na ogled za obiskovalce.

### Heleninsarkofag
Arheološki okus je torej vodil Anastazija, da je zase izbral čisto posebno grobnico. Kot poročajo stari viri, so mater Konstantina Velikega sveto Heleno pokopali v grobnico na Via Labicana, ki so jo nekoč imenovali »Ad duas Lauros«, dandanašnji pa »Torrpignattara«. Ime prihaja od lončenih posod (pignatte), ki so vgrajene v obokani strop, da bi zmanjšale njegovo težo. Truplo cesarice je počivalo v velikem sarkofagu iz porfirja, ki so ga pokrivali veliki vdolbeni reliefi rimskih konjenikov vzpenjajočih se v zrak in teptajočih številne ujetnike; sarkofag je bil zelo dragocen, zlasti kot umetniško delo tistega časi, ki je pokazalo resnično umetniško lepoto. Zdi se, da so ostanke telesa svete Helene prenesli v porfirno žaro, ki se sedaj nahaja na oltarju njej posvečene kapele v vzhodni prečnici cerkve Santa Maria in Ara Coeli. Vsekakor: Anastazij je prišel v posest sarkofaga in ga je dal prenesti v Lateransko baziliko, da naj bi služil za njegov grob. Postavil ga je blizu oltarja v cerkvi Santa Maria del Riposo na koncu severne prečnice, torej blizu vhoda v Orsinijevo kapelo. 

Ko je Anastazij umrl, so njegovo truplo položili v to veličastno grobnico. »Zdi se, da so ga hudo poškodovale roke neprevidnih romarjev, ko ga je Pij VI. prestavil k čudesom Vatikanskih muzejev; 25 kamnorezcev ga je namreč obnavljalo skozi devet let.«

### Malahijeva prerokba
Opat iz Suburre (latinsko Abbas Suburranus; angleško Abbot from Subbura). Papež Anastazij IV. je izhajal De familia Suburra (Iz družine Suburra). Po izročilu je bil opat regularnih kanonikov pri Sv. Rufu v Avignonu; po novejših dognanjih pa je pripadal posvetnim duhovnikom.